# Ilias Fifa
Ilias Fifa (Tanger, 16 mei 1989) is een Spaanse atleet van Marokkaanse komaf, die gespecialiseerd is in de 5000 m. Hij nam eenmaal deel aan de Olympische Spelen, maar won hierbij geen medailles.

## Biografie
Op de Europese kampioenschappen van 2016 behaalde hij een gouden medaille op de 5000 m, nadat vier atleten in dezelfde tijd waren geëindigd. 

## Titels
- Europees kampioen 5000 m - 2016
- Spaans kampioen 5000 m - 2016
- Spaans kampioen veldlopen - 2015

## Persoonlijke records
Outdoor
| Onderdeel | Prestatie | Datum         | Plaats         |
| --------- | --------- | ------------- | -------------- |
| 1500 m    | 3.46,85   | 22 juli 2017  | Barcelona      |
| 3000 m    | 7.40,55   | 4 juni 2015   | Rome           |
| 5000 m    | 13.05,61  | 4 juni 2015   | Rome           |
| 10 km     | 28.34     | 21 april 2013 | Korschenbroich |

Indoor
| Onderdeel | Prestatie | Datum            | Plaats   |
| --------- | --------- | ---------------- | -------- |
| 3000 m    | 8.06,56   | 25 februari 2012 | Sabadell |

## Palmares

### 3000 m
- 2013:  Sabadell - 8.17,47
- 2013:  Zaragoza - 8.13,77
- 2015:  Monzón - 7.51,16
- 2016:  División de Honor in Castellón - 7.51,31

### 5000 m
- 2010:  Meeting Ciudad de Mataró - 13.54,16
- 2011:  Meeting Ciutat de Mataró - 13.39,70
- 2012: 4e Folksam Grand Prix in Göteborg - 13.36,54
- 2013:  Meeting Iberoamericano de Atletismo in Huelva - 13.25,62
- 2014:  Mohammed VI d'Athletisme Meeting in Marrakech - 13.14,89
- 2014:  Meeting Iberoamericano de Atletismo in Huelva - 13.28,00
- 2015:  Meeting Iberoamericano de Atletismo in Huelva - 13.14,85
- 2015:  Campeonato de España de Federaciones Autonómicas in Gijon - 14.12,92
- 2015: 5e Spaanse kamp. - 14.22,37
- 2015: 13e in kwal. WK - 13.28,29
- 2016:  Meeting Iberoamericano de Atletismo in Huelva - 13.11,83
- 2016:  Polideportivo Municipal José Caballero in Alcobendas - 14.24,47
- 2016:  EK - 13.40,85
- 2016:  Spaanse kamp. - 13.38,22
- 2016: 9e in kwal - OS - 13.30,23

### 10 km
- 2010:  Cursa dels Nassos in Barcelona - 29.37
- 2012:  Cursa dels Nassos in Barcelona - 28.45
- 2013:  Rund um das Bayer-Kreuz in Leverkusen - 28.57
- 2013:  Korschenbroicher Citylauf - 28.33,7
- 2013:  Stadtlauf in Erftstadt - 30.38
- 2013:  Cursa dels Nassos in Barcelona - 29.30
- 2014:  Rund um das Bayer-Kreuz in Leverkusen - 29.53
- 2014:  Korschenbroicher Citylauf - 29.12,2
- 2014:  Cursa dels Nassos in Barcelona - 28.57
- 2015:  San Silvestre Vallecana in Madrid - 28.56
- 2023:  Parelloop in Brunssum - 28.54

### veldlopen
- 2012:  Cross Internacional Ciudad de Granollers - 28.43
- 2013:  Catalunya in Mataro - 30.57
- 2013:  Cross Internacional Ciutat de Granollers - 31.11
- 2014:  Abdijcross - 30.17
- 2014: 5e Spaanse kamp. in Merida - 34.46
- 2014:  Cross de Granollers - 31.26
- 2015:  Cross Internacional Gimnástica de Ulía in San Sebastian - 29.27
- 2015:  Spaanse kamp. in Alcobendas - 36.07
- 2015: 5e EK in Hyères - 30.02 ( in het landenklassement)
- 2015: 5e Cross International Venta de Baños - 33.39
- 2016:  Cross Internacional Ciudad de Valladolid - 31.26
- 2016: 6e EK in Chia - 28:19 ( in het landenklassement)